# La Chapelle-Bâton (Vienne)
Pour les articles homonymes, voir La Chapelle-Bâton et La Chapelle.
La Chapelle-Bâton est une commune du Centre-Ouest de la France, située dans le département de la Vienne en région Nouvelle-Aquitaine.

## Géographie

### Climat
Pour des articles plus généraux, voir Climat de la Nouvelle-Aquitaine et Climat de la Vienne.
Historiquement, la commune est exposée à un climat océanique du nord-ouest.
En 2020, Météo-France publie une typologie des climats de la France métropolitaine dans laquelle la commune est exposée à un climat océanique altéré et est dans la région climatique  Poitou-Charentes, caractérisée par un bon ensoleillement, particulièrement en été et des vents modérés.
Pour la période 1971-2000, la température annuelle moyenne est de 11,7 °C, avec une amplitude thermique annuelle de 14,8 °C. Le cumul annuel moyen de précipitations est de 863 mm, avec 11,5 jours de précipitations en janvier et 7 jours en juillet. Pour la période 1991-2020, la température moyenne annuelle observée sur la station météorologique la plus proche, située sur la commune de Civray à 9 km à vol d'oiseau, est de 12,6 °C et le cumul annuel moyen de précipitations est de 841,4 mm,. Pour l'avenir, les paramètres climatiques de la commune estimés pour 2050 selon différents scénarios d’émission de gaz à effet de serre sont consultables sur un site dédié publié par Météo-France en novembre 2022.

### Communes limitrophes
| Saint-Romain       | Château-Garnier   | Joussé  |
| Champniers Savigné | La Chapelle-Bâton | Payroux |
|                    | Charroux          |         |

## Urbanisme

### Typologie
Au 1er janvier 2024, La Chapelle-Bâton est catégorisée commune rurale à habitat très dispersé, selon la nouvelle grille communale de densité à sept niveaux définie par l'Insee en 2022.
Elle est située hors unité urbaine et hors attraction des villes,.

### Occupation des sols
L'occupation des sols de la commune, telle qu'elle ressort de la base de données européenne d’occupation biophysique des sols Corine Land Cover (CLC), est marquée par l'importance des territoires agricoles (93 % en 2018), une proportion sensiblement équivalente à celle de 1990 (92,8 %). La répartition détaillée en 2018 est la suivante : 
terres arables (75,6 %), zones agricoles hétérogènes (10,5 %), prairies (6,8 %), forêts (5,9 %), zones urbanisées (1,1 %). L'évolution de l’occupation des sols de la commune et de ses infrastructures peut être observée sur les différentes représentations cartographiques du territoire : la carte de Cassini (XVIIIe siècle), la carte d'état-major (1820-1866) et les cartes ou photos aériennes de l'IGN pour la période actuelle (1950 à aujourd'hui).

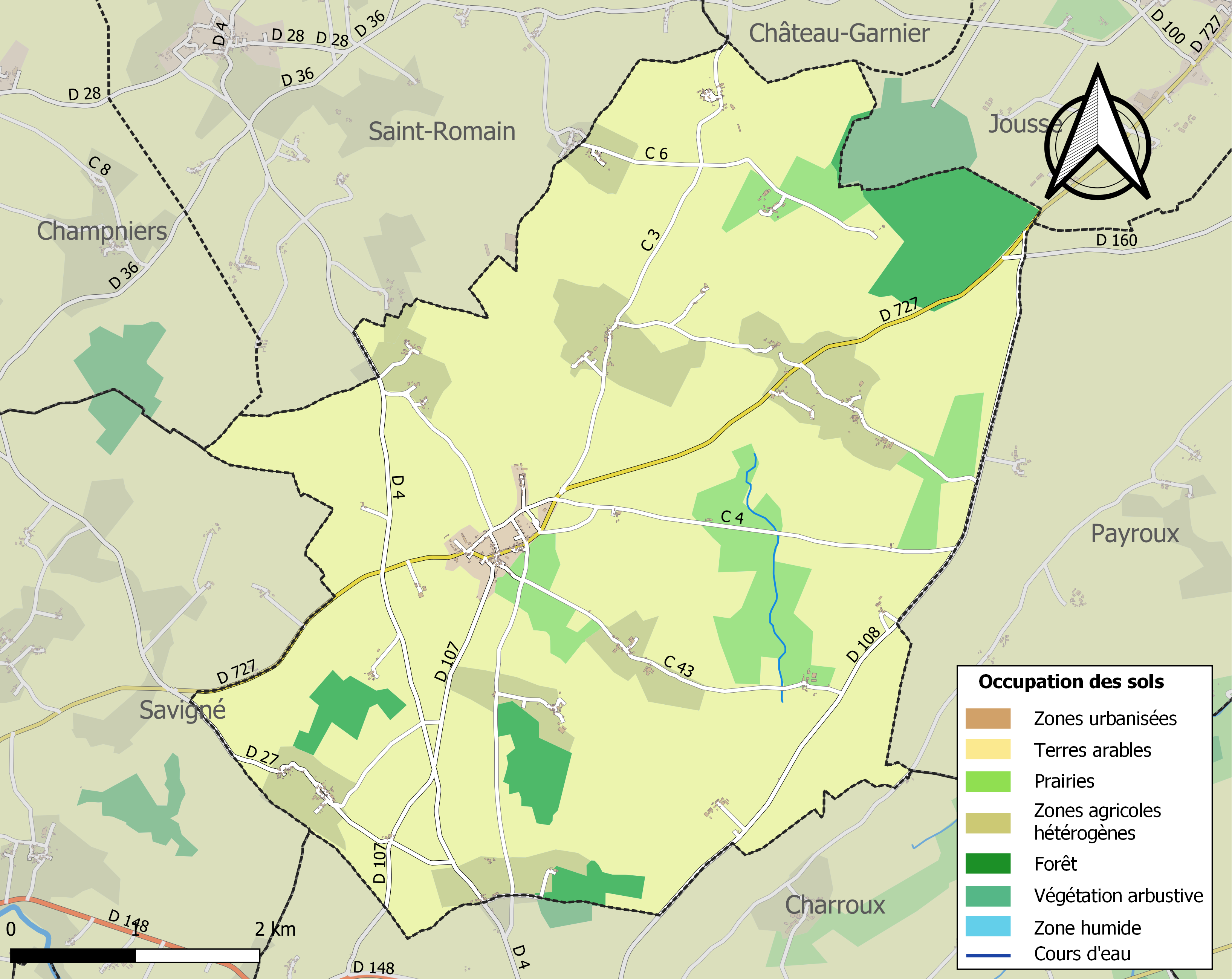
Carte des infrastructures et de l'occupation des sols de la commune en 2018 (CLC).

### Hameaux, lieux-dits et écarts
On compte 28 lieux-dits à La Chapelle-Bâton :
- le bourg par lui-même ;
- Bel-Air ;
- Villeneuve ;
- la Garde ;
- la Chapeliere ;
- le Verger ;
- Plaisance ;
- le Tremble ;
- le Puits ;
- la Rousseliere ;
- la Clie ;
- Pouillac ;
- les Chevreaux ;
- la Jalliere ;
- la Croix Vallier ;
- l'Heraudiere ;
- le Carlet ;
- Gaumant ;
- la Bazane ;
- les Aguetons ;
- Fontmoran ;
- la Bernardrie ;
- la Fas ;
- la Grande Sauniere ;
- la Petite Sauniere ;
- Laudinerie ;
- Maleffe ;
- Vaugelais.

### Risques majeurs
Le territoire de la commune de La Chapelle-Bâton est vulnérable à différents aléas naturels : météorologiques (tempête, orage, neige, grand froid, canicule ou sécheresse), mouvements de terrains et séisme (sismicité faible). Il est également exposé à un risque technologique, le transport de matières dangereuses. Un site publié par le BRGM permet d'évaluer simplement et rapidement les risques d'un bien localisé soit par son adresse soit par le numéro de sa parcelle.

#### Risques naturels

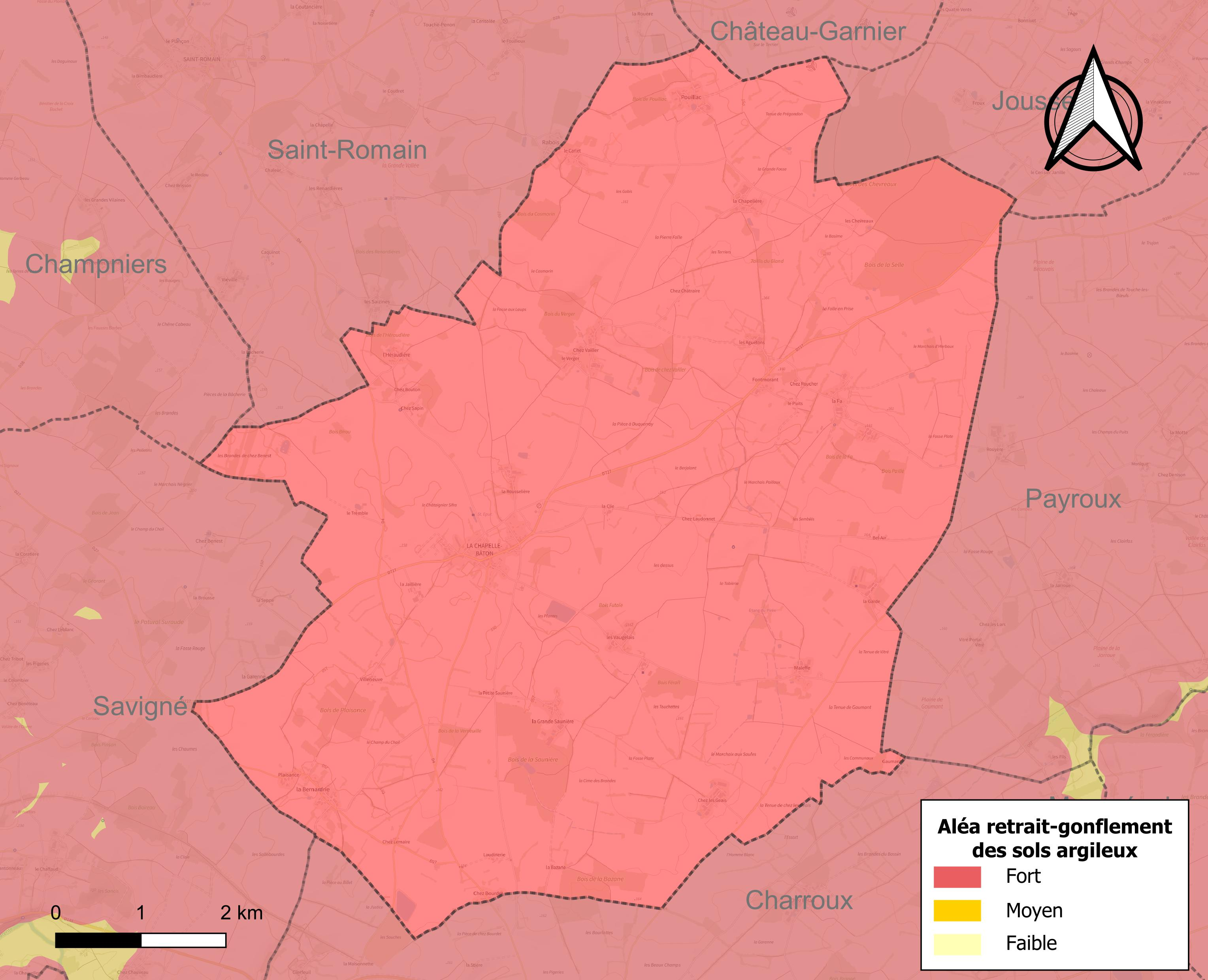
Carte des zones d'aléa retrait-gonflement des sols argileux de La Chapelle-Bâton.

Les mouvements de terrains susceptibles de se produire sur la commune sont des tassements différentiels. Le retrait-gonflement des sols argileux est susceptible d'engendrer des dommages importants aux bâtiments en cas d’alternance de périodes de sécheresse et de pluie. La totalité de la commune est en aléa moyen ou fort (79,5 % au niveau départemental et 48,5 % au niveau national). Depuis le 1er octobre 2020, en application de la loi ÉLAN, différentes contraintes s'imposent aux vendeurs, maîtres d'ouvrages ou constructeurs de biens situés dans une zone classée en aléa moyen ou fort,.
La commune a été reconnue en état de catastrophe naturelle au titre des dommages causés par les inondations et coulées de boue survenues en 1982, 1983, 1999, 2002 et 2010, par la sécheresse en 2005, 2011, 2015 et 2016 et par des mouvements de terrain en 1999 et 2010.

## Toponymie
Le nom du village pourrait provenir d'une légende : celle de saint Martin qui aurait oublié son bâton lors de son passage dans le bourg.

## Histoire
La Chapelle-Bâton accueille favorablement les avancées de la Révolution française. Elle plante ainsi son arbre de la liberté, symbole de la Révolution. Il devient le lieu de ralliement de toutes les fêtes et des principaux événements révolutionnaires, jusqu’à ce qu’il soit abattu en 1799, au moment de la réaction royaliste.

## Politique et administration

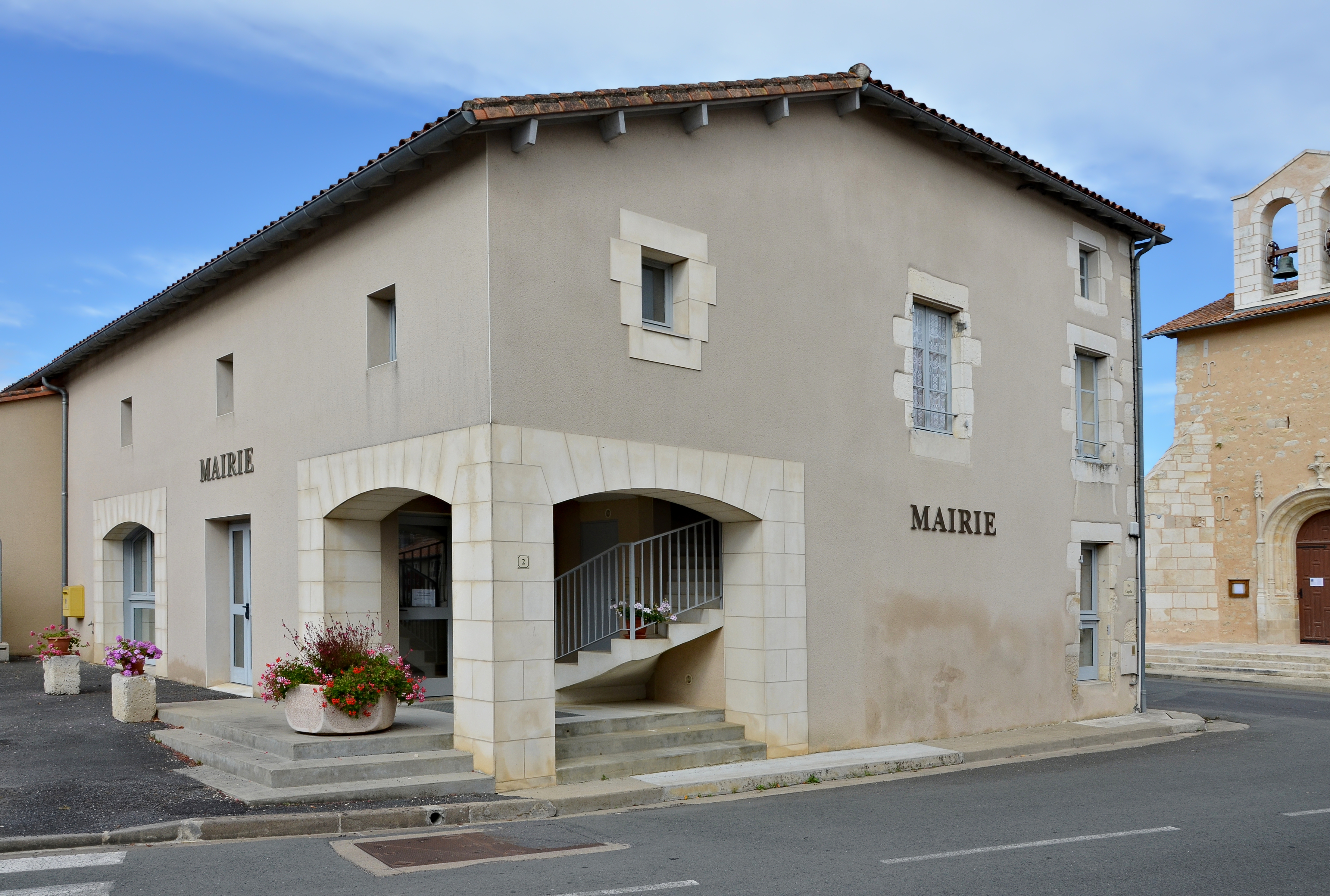
La mairie.

### Liste des maires
| Période   | Période  | Identité            | Étiquette | Qualité                 |
| --------- | -------- | ------------------- | --------- | ----------------------- |
|           |          |                     |           |                         |
| mars 2001 | 2020     | Moïse Vergeau       |           | Cultivateur             |
| 2020      | En cours | Jean-Michel Mercier | Horizons  | Enseignant et céréalier |

### Instances judiciaires et administratives
La commune relève du tribunal d'instance de Poitiers, du tribunal de grande instance de Poitiers, de la cour d'appel  Poitiers, du tribunal pour enfants de Poitiers, du conseil de prud'hommes de Poitiers, du tribunal de commerce de Poitiers, du tribunal administratif de Poitiers et de la cour administrative d'appel  de  Bordeaux, du tribunal des pensions de Poitiers, du tribunal des affaires de la Sécurité sociale de la Vienne, de la cour d’assises de la Vienne

## Démographie
L'évolution du nombre d'habitants est connue à travers les recensements de la population effectués dans la commune depuis 1793. Pour les communes de moins de 10 000 habitants, une enquête de recensement portant sur toute la population est réalisée tous les cinq ans, les populations de référence des années intermédiaires étant quant à elles estimées par interpolation ou extrapolation. Pour la commune, le premier recensement exhaustif entrant dans le cadre du nouveau dispositif a été réalisé en 2006.

En 2022, la commune comptait 350 habitants, en évolution de −2,51 % par rapport à 2016 (Vienne : +0,6 %, France hors Mayotte : +2,11 %).
| 1793 | 1800 | 1806 | 1821 | 1831 | 1836 | 1841 | 1846 | 1851 |
| ---- | ---- | ---- | ---- | ---- | ---- | ---- | ---- | ---- |
| 532  | 605  | 521  | 643  | 697  | 676  | 680  | 782  | 795  |

| 1856 | 1861 | 1866 | 1872 | 1876 | 1881 | 1886 | 1891 | 1896 |
| ---- | ---- | ---- | ---- | ---- | ---- | ---- | ---- | ---- |
| 873  | 930  | 994  | 909  | 964  | 970  | 970  | 957  | 919  |

| 1901 | 1906 | 1911 | 1921 | 1926 | 1931 | 1936 | 1946 | 1954 |
| ---- | ---- | ---- | ---- | ---- | ---- | ---- | ---- | ---- |
| 888  | 928  | 890  | 834  | 808  | 808  | 841  | 782  | 764  |

| 1962 | 1968 | 1975 | 1982 | 1990 | 1999 | 2006 | 2011 | 2016 |
| ---- | ---- | ---- | ---- | ---- | ---- | ---- | ---- | ---- |
| 721  | 634  | 557  | 507  | 487  | 390  | 376  | 346  | 359  |

| 2021 | 2022 | - | - | - | - | - | - | - |
| ---- | ---- | - | - | - | - | - | - | - |
| 352  | 350  | - | - | - | - | - | - | - |

En 2008, la densité de population de la commune était de 12 hab./km2, 61 hab./km2 pour le département, 68 hab./km2 pour la région Poitou-Charentes et 115 hab./km2 pour la France.

## Économie

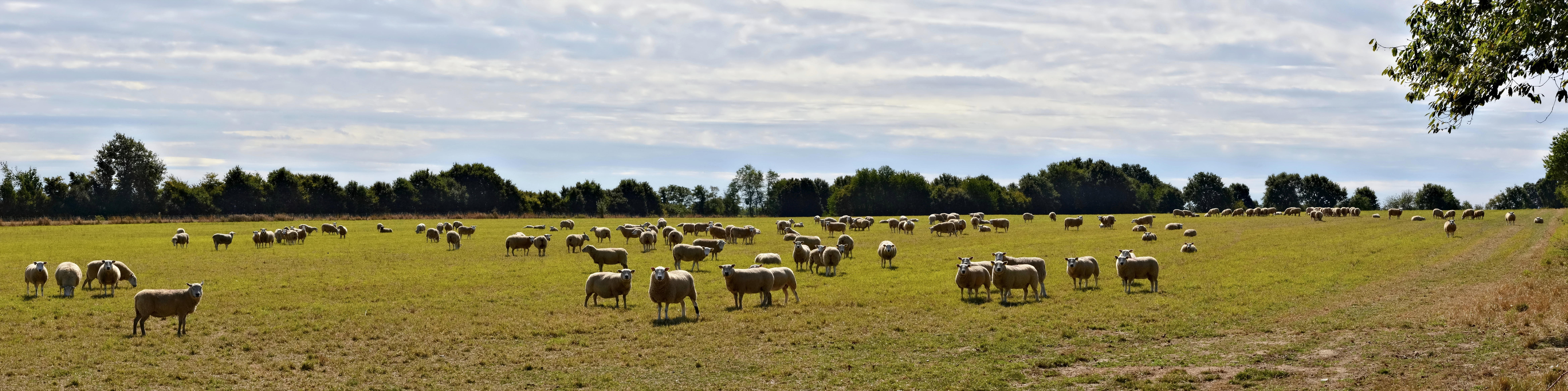
Moutons près de La Chapelle-Bâton.

Selon la direction régionale de l'Alimentation, de l'Agriculture et de la Forêt de Poitou-Charentes, il n'y a plus que 29 exploitations agricoles en 2010 contre 39 en 2000.
Les surfaces agricoles utilisées ont diminué et sont passées de 2 400 hectares en 2000 à 2 312 hectares en 2010. 39 % sont destinées à la culture des céréales (blé tendre essentiellement mais aussi orges et maïs), 13 % pour les oléagineux (colza et tournesol), 1 % pour les protéagineux (pois), 36 % pour le fourrage et 7 % reste en herbes.
14 exploitations en 2010 (contre 17 en 2000) abritent un élevage de bovins (2 420 têtes en 2010 contre 2 082 têtes en 2000). C’est un des troupeaux de bovins les plus importants de la Vienne qui rassemblent 48 000 têtes en 2011. 5 exploitations en 2010 (contre 12 en 2000) abritent un élevage d'ovins (831 têtes en 2010 contre 1 241 têtes en 2000). Cette évolution est conforme à la tendance globale du département de la Vienne. En effet, le troupeau d’ovins, exclusivement destiné à la production de viande, a diminué de 43,7 % de 1990 à 2007. L'élevage de volailles, très important en 2000, a disparu en 2010 (11 248 têtes sur 12 fermes). L'élevage de chèvres a, aussi, disparu en 2010 (908 têtes sur 4 fermes en 2000). Cette disparition est révélatrice de l’évolution qu’a connu, en région Poitou-Charentes, cet élevage au cours des deux dernières décennies : division par trois du nombre d’exploitations, augmentation des effectifs moyens par élevage (38 chèvres en 1988, 115 en 2000), division par 10 des chèvreries de  10 à 50 chèvres qui représentaient 50 % des troupeaux en 1988, et multiplication par 6 des élevages de plus de 200 chèvres qui regroupent, en 2000, 45 % du cheptel. Cette évolution des structures de production caprine a principalement pour origine la crise de surproduction laitière de 1990-1991 qui, en parallèle des mesures incitatives, a favorisé des départs d’éleveurs en préretraite et encouragé l’adaptation structurelle des élevages restants.

## Culture locale et patrimoine

### Lieux et monuments
- Église Saint-Pierre, des XVe et XVIe siècles, inscrite au titre des monuments historiques en 1993[28].
- Chapelle romane.